# Lehri
Lehri  (in arabo لهري‎?) è un centro abitato e comune rurale del Marocco situato nella provincia di Khénifra, regione di Béni Mellal-Khénifra. Conta una popolazione di 9 085 abitanti (censimento 2014).